# Třešovice
Třešovice es una localidad situada en el distrito de Strakonice, en la región de Bohemia Meridional, República Checa. Tiene una población estimada, a principios de 2021, de 76 habitantes.
Está ubicada al noroeste de la región, cerca de la orilla del río Moldava —el principal afluente del río Elba— y de la frontera con las regiones de Pilsen y Bohemia Central.